# Шадрина-Шестакова, Евгения Александровна
Евгения Александровна, Шадрина-Шестакова (род. 1976, Новосибирск) — российская художница, график, фотограф, член Союза художников России (2007).

## Биография
Родилась в 1976 году в Новосибирске.
В период учёбы в начальной школе посещала изостудию в доме культуры «Строитель».
В 1995 году окончила театрально-декорационное отделение Новосибирского государственного художественного училища (преподаватель — В. А. Фатеев), в 2002 году — отделение монументально-декоративной живописи Новосибирской государственной архитектурно-художественной академии (преподаватель — М. С. Омбыш-Кузнецов).
В 2002 году вошла в арт-группу «SHTUKA», в составе которой участвовала более чем в 15 монументально-декоративных проектах.
С 2006 по 2015 год преподавала в Новосибирской государственной архитектурно-художественной академии.
Весной 2020 года работы художницы были впервые представлены в Омском областном музее изобразительных искусств имени М. А. Врубеля — выставка «Стакан Шрёдингера, или Живописный коллайдер Евгении Шадриной-Шестаковой» включала около 40 работ.

## Серии работ
- Серия «Дома для снов», посвящена маршруту художницы от станции метро «Студенческая» к мастерской.
- Серия «Стаканы» — натюрморты со стаканами, среди работ этой серии: «Скипидар и белый дух», «У окна», «Стакан на черной книге», «Кипяток», «Мой куратор Сережа Снегирь и стакан воды» и т. д.
- Серия «Мужчина и скотч»
- Серия портретов дочери Марьи

## Награды
- Диплом Х региональной художественной выставки «Сибирь» (2008, Новосибирск);
- Диплом III степени IV Межрегиональной молодежной художественной выставки «Аз.Арт.Сибирь» в номинации «живопись» (2009, Барнаул);
- Диплом III степени V Межрегиональной молодежной художественной выставки «Аз.Арт.Сибирь»  в номинации «живопись» (2011, Барнаул);
- Диплом I степени XLI областной художественной выставки «Арт-Новосибирск» (2011, Новосибирск).